# 耶穌升天主教座堂 (薩圖馬雷)

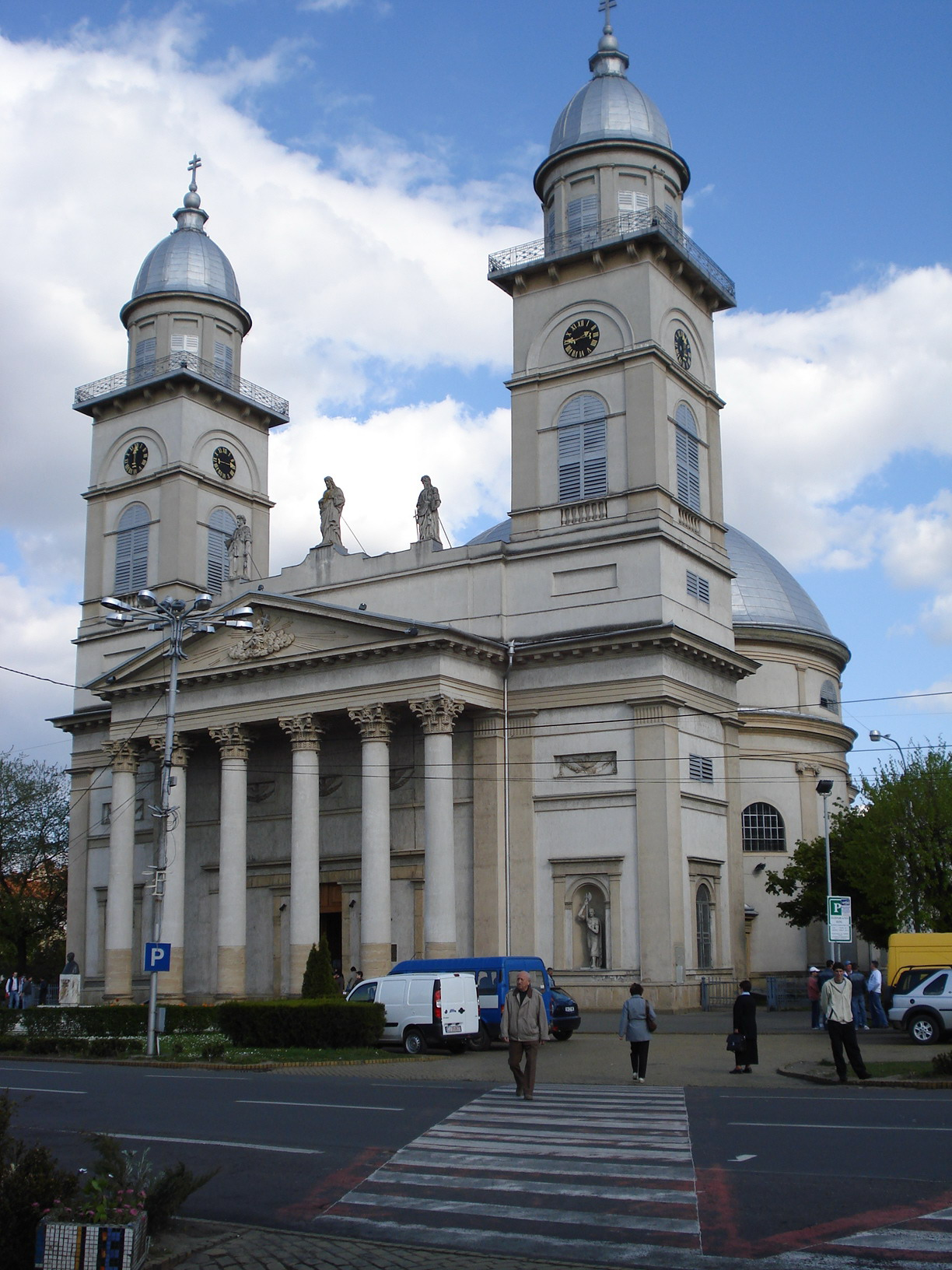
耶穌升天主教座堂

耶穌升天主教座堂（羅馬尼亞語：Catedrala înălţarea Domnului or Catedrala romano-catolică Înălţarea Domnului）是羅馬尼亞城市薩圖馬雷的一座羅馬天主教的主教座堂。這座教堂也是薩圖馬雷教區的主教座堂。教堂修建於1830年至1837年之間。